# Lijst van beeldbewerkingssoftware
Deze lijst van beeldbewerkingssoftware bevat alle reeds bestaande artikelen over beeldbewerkingssoftware.
| Naam                             | Platform of besturingssysteem                 | Type afbeelding                                                          | Licentie                    |
| -------------------------------- | --------------------------------------------- | ------------------------------------------------------------------------ | --------------------------- |
| Adobe Fireworks                  | Windows en macOS                              | Vector- en rasterafbeelding                                              | Closed source (commercieel) |
| Adobe Illustrator                | Windows en macOS                              | Vectorafbeelding                                                         | Closed source (commercieel) |
| Adobe ImageReady                 | Windows en macOS                              | Rasterafbeelding                                                         | Closed source (commercieel) |
| Adobe Photoshop                  | Windows en macOS                              | Vector- en rasterafbeelding                                              | Closed source (commercieel) |
| Adobe Photoshop Elements         | Windows en macOS                              | Vector- en rasterafbeelding                                              | Closed source (commercieel) |
| Adobe Photoshop Lightroom        | Windows en macOS                              | Vector- en rasterafbeelding                                              | Closed source (commercieel) |
| Affinity Designer                | Windows en macOS                              | Vector- en rasterafbeelding                                              | Closed source (commercieel) |
| Affinity Photo                   | Windows en macOS                              | rasterafbeelding                                                         | Closed source (commercieel) |
| Aperture                         | macOS                                         | Rasterafbeelding                                                         | Closed source (commercieel) |
| Capture One                      | Windows en macOS                              | Rasterafbeelding                                                         | Closed source (commercieel) |
| CinePaint                        | macOS, Linux en Unix                          | Rasterafbeelding                                                         | GPL                         |
| Corel MediaOne                   | Windows                                       | Rasterafbeelding                                                         | Closed source (shareware)   |
| Corel Painter                    | Windows                                       | Rasterafbeelding                                                         | Closed source (commercieel) |
| Corel PaintShop Pro              | Windows                                       | Vector- en rasterafbeelding                                              | Closed source (commercieel) |
| Corel PHOTO-PAINT                | Windows                                       | Vector- en rasterafbeelding                                              | Closed source (commercieel) |
| CorelDRAW                        | Windows                                       | Vector- en rasterafbeelding                                              | Closed source (commercieel) |
| Darktable                        | Windows, MacOS, Linux en FreeBSD              | Vector- en rasterafbeelding                                              | GPL 3+                      |
| DigiKam                          | Linux en Unix                                 |                                                                          | GPL                         |
| Macromedia Freehand              | Mac OS X 10.5 of lager en Windows XP of lager | Vectorafbeelding                                                         | Closed source (shareware)   |
| GIMP                             | Windows, macOS en Linux                       | Vector- en rasterafbeelding                                              | GPL                         |
| Microsoft Image Composite Editor | Windows                                       | Rasterafbeelding                                                         | Closed source (freeware)    |
| MtPaint                          | Windows en Linux                              | Rasterafbeelding                                                         | GPL                         |
| Image Analyzer                   | Windows 98+                                   | Vector- en rasterafbeelding                                              | Closed source (freeware)    |
| ImageMagick                      | Multiplatform                                 | Vector- en rasterafbeelding                                              | Apache License 2.0          |
| Inkscape                         | Windows, macOS en Linux                       | Vectorafbeelding                                                         | GPL                         |
| IrfanView                        | Windows                                       | Vector- en rasterafbeelding (vector met plug-in)                         | Closed source (freeware)    |
| Karbon                           | Linux en Unix                                 | Vectorafbeelding                                                         | LGPL                        |
| KolourPaint                      | Windows, macOS, Linux en Unix                 | Rasterafbeelding                                                         | BSD                         |
| Krita                            | Windows, macOS en Linux                       | Vector- en rasterafbeelding                                              | GPL                         |
| Microsoft Paint                  | Windows                                       | Rasterafbeelding                                                         | Closed source (freeware)    |
| Paint.NET                        | Windows                                       | Rasterafbeelding                                                         | Closed source (freeware)    |
| Pinta                            | Windows, macOS en Linux                       | Rasterafbeelding                                                         | MIT                         |
| Sodipodi                         | Windows en Linux                              | Vectorafbeelding                                                         | GPL                         |
| Tux Paint                        | Windows, macOS, Linux, Solaris en FreeBSD     | Rasterafbeelding                                                         | GPL                         |
| UFRaw                            | Windows, macOS en Linux                       |                                                                          | GPL                         |
| XnView                           | Windows, macOS en Linux                       | Vector- en rasterafbeelding (vector enkel in combinatie met Ghostscript) | Closed source (freeware)    |
| XPaint                           | Linux en Unix                                 | Rasterafbeelding                                                         | GPL                         |